# Коджатепе (мечеть)
Мечеть Коджатепе (тур. Kocatepe Camii) — найбільша мечеть і одна з найвизначніших пам'яток Анкари, столиці Туреччини. Розташована в однойменному районі на південь від історичного центру міста.

## Історія
Будівництво мечеті почалося в 1967 році. Початковий проект архітектора Ведата Далокая передбачав побудову сучасної мечеті, однак пізніше міська влада переглянула рішення і віддали перевагу мечеті в класичному османському стилі за проектом архітектора Хюсрева Тайли. Будівництво тривало 20 років і було завершено в 1987 році. Мечеть Коджатепе оточена чотирма мінаретами і увінчана великим куполом, в стилі класичних османських мечетей. Висота основного купола становить 48,5 м, а його діаметр — 25,5 м. Висота мінаретів, прикрашені позолоченими півмісяцями, становить 88 м. Загальна площа мечеті становить 4288 м²
Всередині мечеть прикрашена вітражами й золотими пластинками, величезними кришталевими люстрами, декоративною плиткою, а також оздоблена мармуром. По центру її знаходиться модель мечеті Аль-Масджід Аль-Набауї, розташованої в Медині, яку подарував у 1993 році король Саудівської Аравії Абдалла ібн Абдель Азіз Аль Сауд президенту Туреччини Сулейману Демірелю.
У підземних приміщеннях розміщені чайні та один з найбільших у місті супермаркетів, орендна плата якого фінансує мечеть.

## Галерея

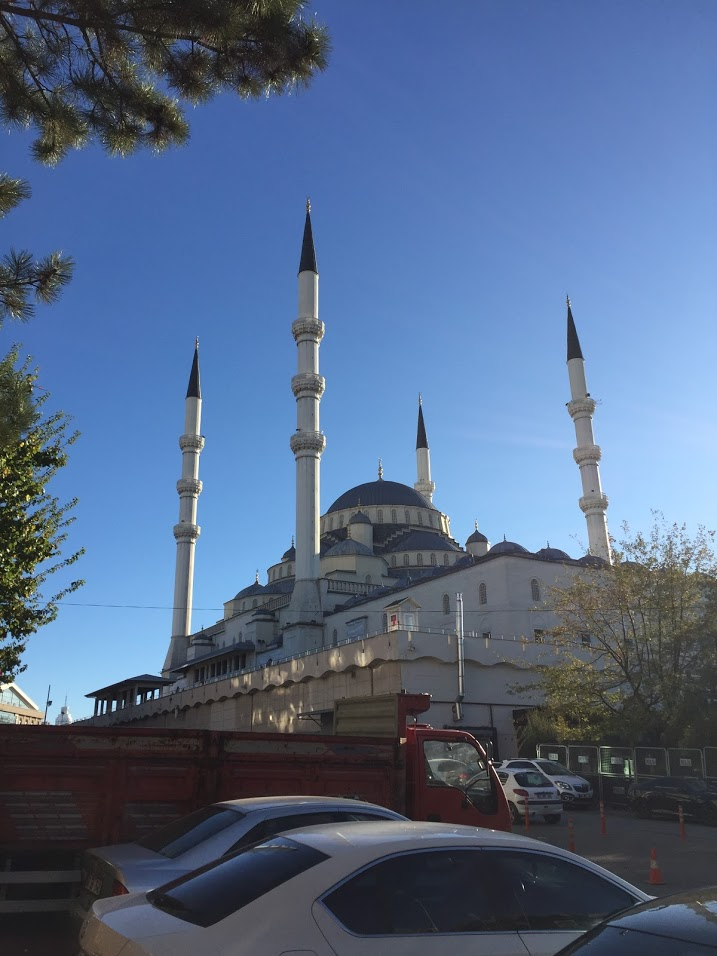
Мечеть Коджатепе
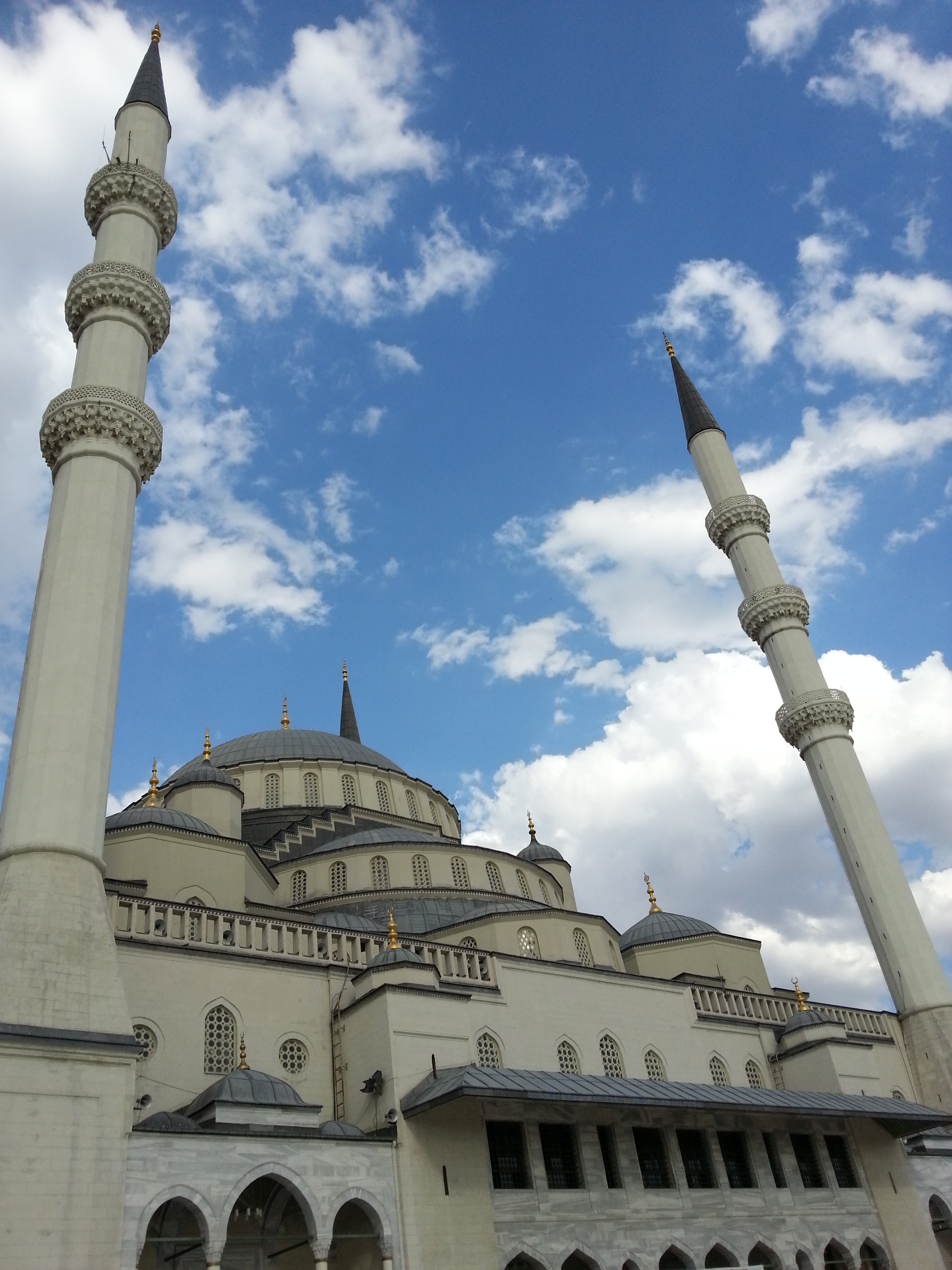
Бані і мінарети
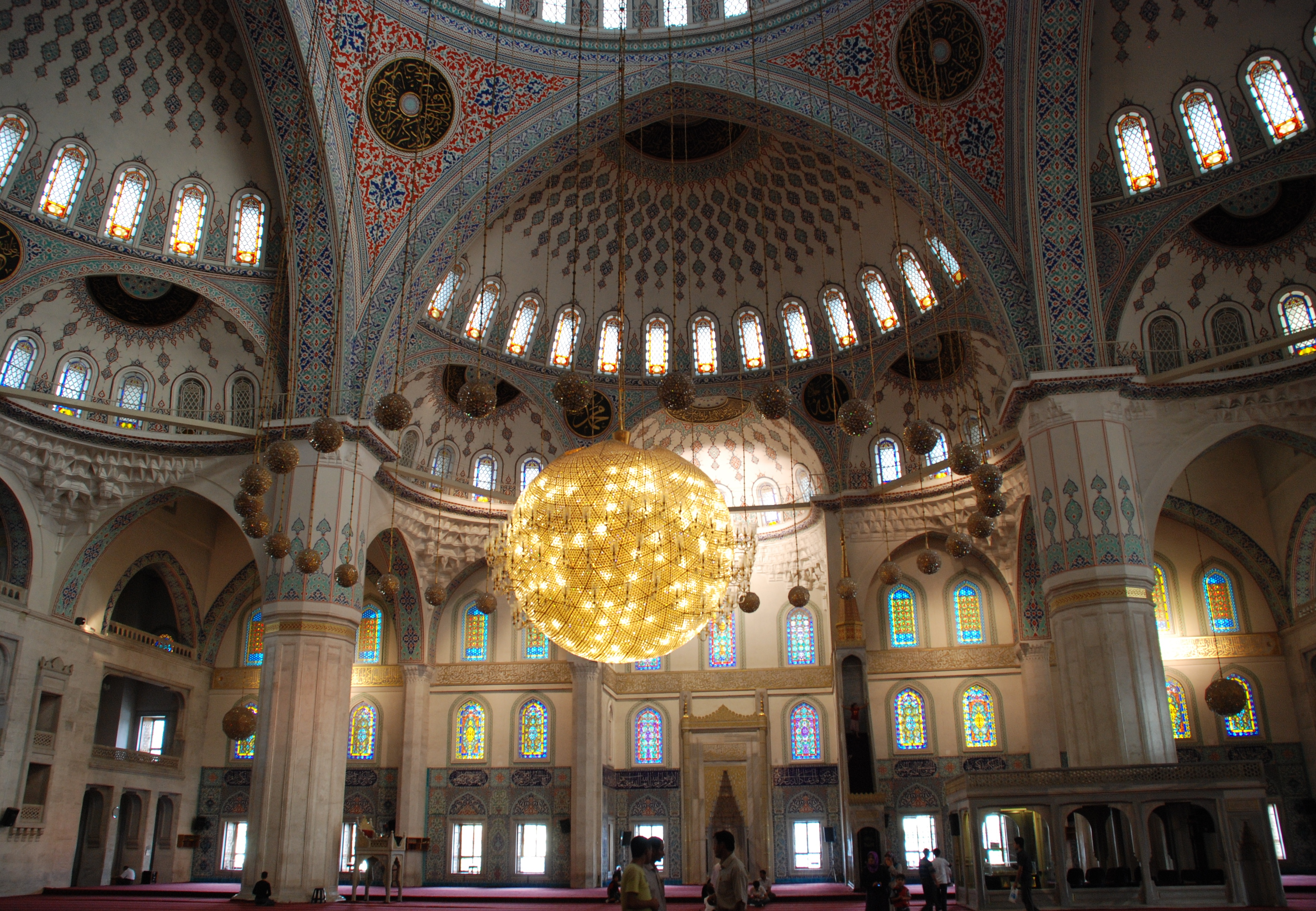
Внутрішній вигляд центрального купола
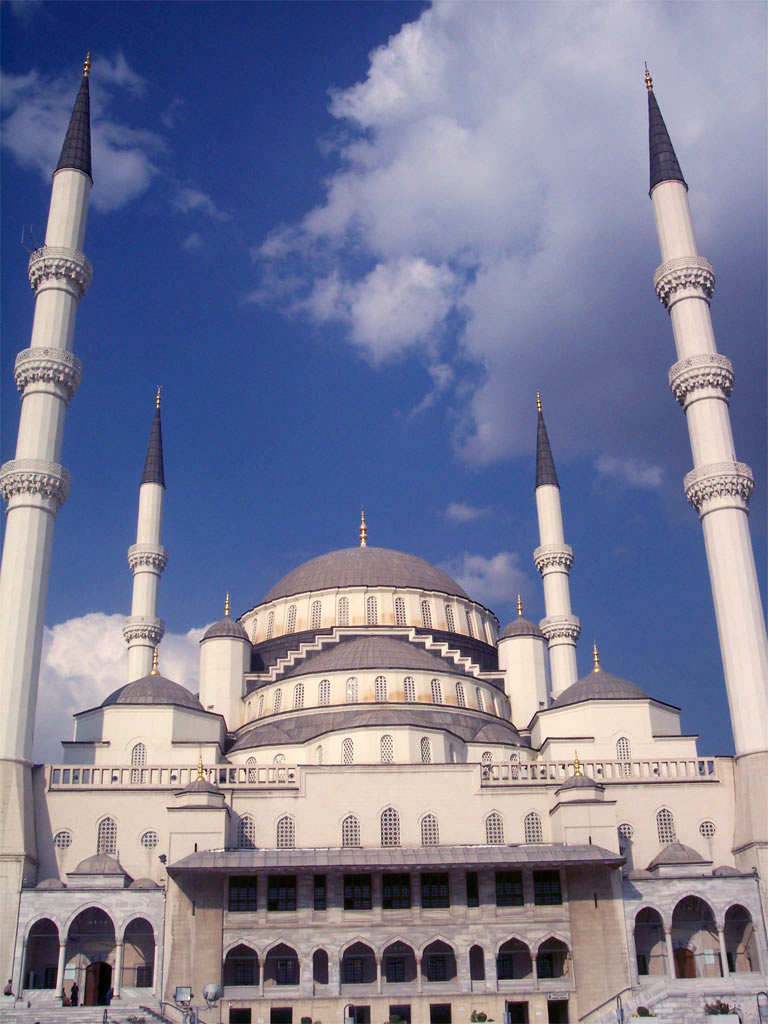
Двір Мечеті Коджатепе
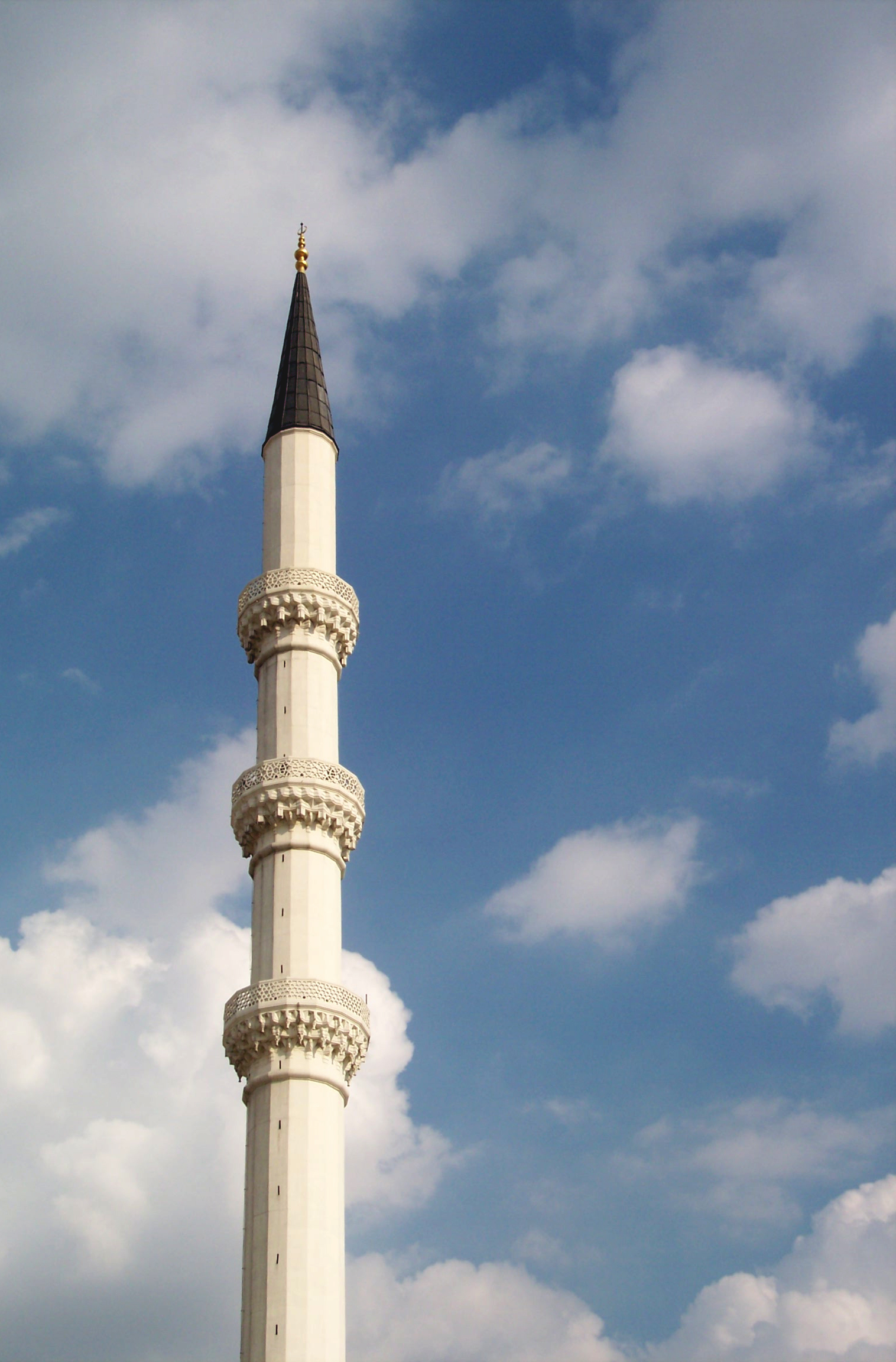
Мінарет
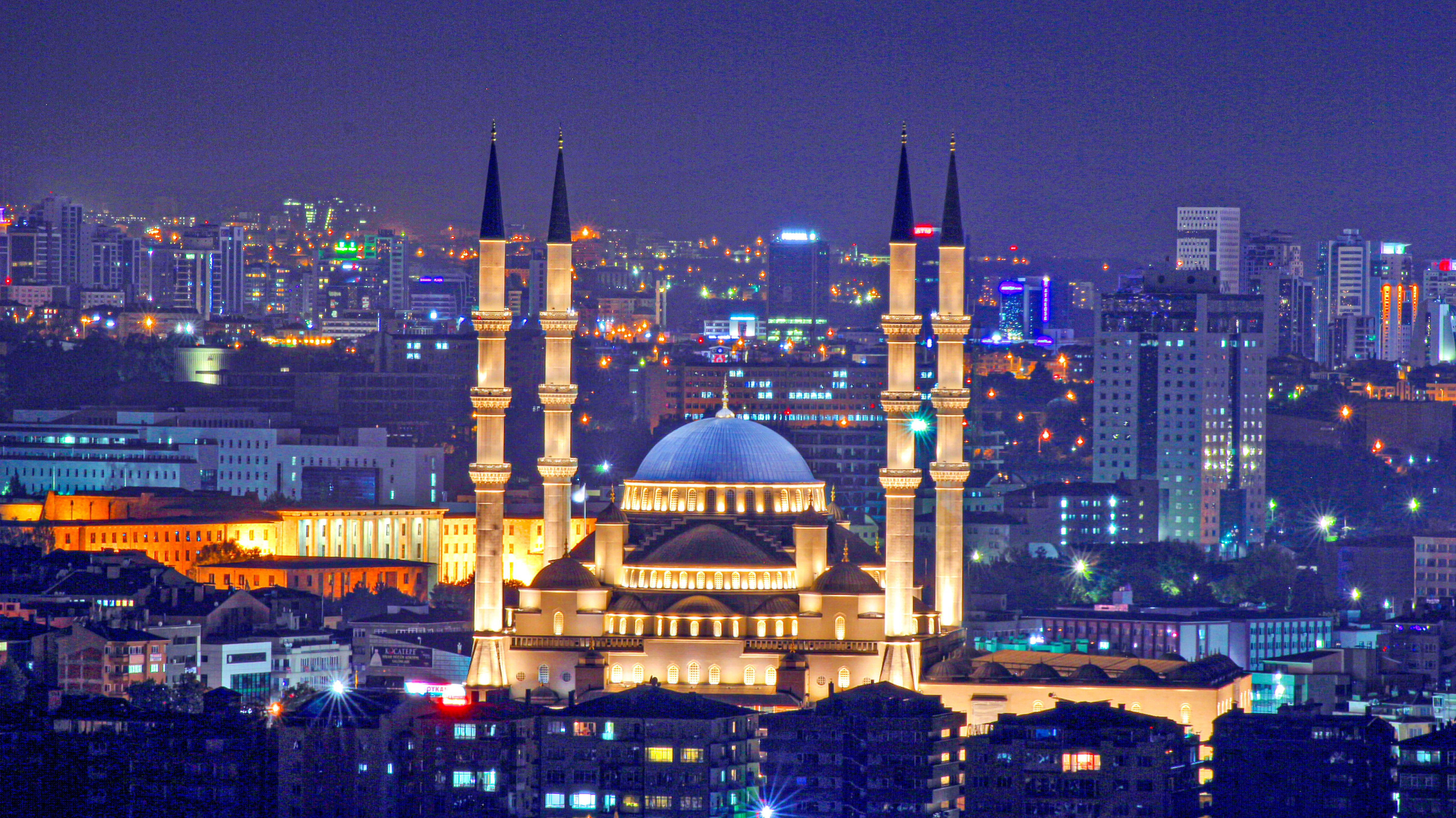
Вигляд мечеті Коджатепе у ночі